# Elliottia paniculata
Espèce
Classification APG III (2009)
Elliottia paniculata est une espèce de plantes à fleurs dicotylédones de la famille des Ericaceae endémique du Japon.

## Distribution
Elliottia paniculata est endémique du Japon. Son habitat comprend les îles principales de l'archipel japonais, celle d'Hokkaidō comprise.

## Nom vernaculaire
- Hotsutsuji, Japon
- Trillingazalea, Suède

## Synonymes
- Tripetaleia paniculata Siebold et Zucc.